# مارتن بورتون
مارتن بورتون (6 يوليو 1973 في المملكة المتحدة - )  (بالإنجليزية: Martin Burton)‏ هو لاعب كريكت بريطاني. لعب مع Cambridgeshire County Cricket Club ‏.